# Phu Ruea (huyện)
Phu Ruea (tiếng Thái: ภูเรือ) là một huyện (amphoe) ở phía tây của tỉnh Loei, đông bắc Thái Lan.

## Lịch sử
Chính quyền đã tách một số khu vực của Tha Li, Mueang Loei và Dan Sai để lập tiểu huyện (King Amphoe) Phu Ruea vào ngày 15 tháng 10 năm 1968, tiểu huyện này thuộc Dan Sai. Đơn vị này đã được nâng cấp thành huyện ngày 1 tháng 4 năm 1974.

## Địa lý
Các huyện giáp ranh (từ phía đông bắc theo chiều kim đồng hồ) là Tha Li, Mueang Loei, Wang Saphung, Phu Luang của tỉnh Loei, Lom Kao của tỉnh Phetchabun và Dan Sai of Loei again. Về phía tây bắc là tỉnh Xaignabouli của Lào.
Phía bắc huyện là Vườn quốc gia Phu Ruea, về phía nam là Khu bảo tồn cuộc sống hoang dã Phu Luang.

## Hành chính
Huyện này được chia thành 6 xã (tambon), các đơn vị này lại được chia ra thành 47 làng (muban). Phu Ruea là một thị trấn (thesaban tambon) nằm trên một phần của the tambon Nong Bua. Có 6 Tổ chức hành chính tambon.
| STT | Tên       | Tên tiếng Thái | Số làng | Dân số |  |
| --- | --------- | -------------- | ------- | ------ |  |
| 1.  | Nong Bua  | หนองบัว         | 8       | 5.331  |  |
| 2.  | Tha Sala  | ท่าศาลา         | 7       | 2.730  |  |
| 3.  | Rong Chik | ร่องจิก          | 10      | 4.752  |  |
| 4.  | Pla Ba    | ปลาบ่า          | 7       | 3.130  |  |
| 5.  | Lat Khang | ลาดค่าง         | 6       | 2.025  |  |
| 6.  | San Tom   | สานตม          | 9       | 2.671  |  |